# Bo Hamburger
Pour les articles homonymes, voir Hamburger (homonymie).
Bo Hamburger, né le 24 mai 1970 à Frederiksberg, est un coureur cycliste danois, professionnel de 1991 à 2006. Il fut vice-champion du monde sur route en 1997 à Saint-Sébastien derrière Laurent Brochard.

## Biographie
Il signe pour la saison 2000 dans l'équipe Équipe cycliste Memory Card-Jack & Jones. En début d'année, il participe notamment début mars à Paris-Nice. Lors de la troisième étape en ligne se terminant à Saint-Étienne, le Danois s'impose en solitaire, légèrement détaché dix secondes devant le peloton réglé par les deux Italiens Rinaldo Nocentini (Mapei-Quick Step) et Matteo Tosatto (Fassa Bortolo). Il est quelques jours plus tard au départ de la première grande classique de la saison, Milan-San Remo qu'il termine au sprint à la 10e place, dans le même temps que le vainqueur l'Allemand Erik Zabel (Deutsche Telekom).

## Bo Hamburger et le dopage
En 2005, son nom est cité par le Journal du Dimanche, qui révèle que des échantillons testés par le laboratoire de dopage de Châtenay-Malabry ont démontré l'utilisation d'EPO lors du prologue du Tour de France 1999,.
Bo Hamburger, a avoué dans un livre intitulé Le plus grand prix - Confessions d'un coureur cycliste, s'être dopé entre 1995 et 1997. Il rejoint d'autres grands noms du cyclisme danois, comme Bjarne Riis, Jesper Skibby et Brian Holm, qui ont reconnu s'être dopés dans les années 1990. « Le dopage faisait partie du sport cycliste au milieu de la décennie 90 (...) et l'alternative était soit de mettre mon vélo au garage et stopper ma carrière ou faire comme les autres », confie-t-il dans ce livre. Il s'est dit convaincu qu'une grande partie du peloton recourait au dopage en 1995 et 1996, et que les dirigeants dans ce sport ne pouvaient pas l'ignorer.

## Palmarès et résultats

### Palmarès amateur
- 1987
  - Champion des Pays nordiques du contre-la-montre par équipes juniors
  -  Champion du Danemark du contre-la-montre par équipes juniors
  - 2e du championnat du Danemark du contre-la-montre juniors
  - 2e du championnat du Danemark sur route juniors
- 1988
  -  Champion du Danemark du contre-la-montre par équipes juniors
  -  Champion du Danemark de poursuite par équipes juniors
  - 3e du championnat du Danemark sur route juniors
- 1989
  - Grand Prix Souvenir Jean-Masse
- 1990
  - 3e du Grand Prix François-Faber
- 1991
  - 2e de la Vuelta a la Ribera

### Palmarès professionnel
| - 1992 - 2e du Tour de Suède - 2e du championnat de Danemark sur route - 8e du Tour de Lombardie - 1993 - 2e de la Hofbrau Cup - 3e du Tour de l'Avenir - 3e du Tour des vallées minières - 1994 - Circuit des Ardennes flamandes - Ichtegem - 8e étape du Tour de France - Circuit de la région linière - 3e de la Leeds International Classic - 3e du Grand Prix Herning - 1995 - 3ea étape du Tour du Danemark - 2e du Grand Prix Herning - 2e du Tour du Danemark - 2e du Tour de Nuremberg - 5e du Tour de Catalogne - 1996 - 2e du Grand Prix de Wallonie - 2e du championnat de Danemark sur route - 1997 - 7e étape du Tour de Catalogne - Médaillé d'argent au championnat du monde sur route - 1998 - 2e étape du Tour de la Communauté valencienne - 2e étape du Tour du Pays basque - Flèche wallonne - 2e du Tour de la Communauté valencienne - 2e du championnat de Danemark sur route - 2e du Tour méditerranéen - 3e du Critérium international - 5e de l'Amstel Gold Race | - 1999 - 7e de Tirreno-Adriatico - 2000 - Champion de Danemark sur route - 4e étape de Paris-Nice - 4e étape du Tour de Rhénanie-Palatinat - 3e du Grand Prix de Fourmies - 3e de Paris-Bourges - 10e de Milan-San Remo - 2002 - 2e du Grand Prix Fred Mengoni - 3e du championnat du Danemark sur route - 2003 - 2e du Grand Prix de l'industrie et du commerce de Prato - 2e du Grand Prix Fred Mengoni - 3e du championnat du Danemark sur route - 6e du championnat du monde sur route - 2004 - 2e étape du Tour de Ligurie - 2e du Grand Prix de la ville de Misano-Adriatico |  |

### Résultats sur les grands tours

#### Tour de France
8 participations
- 1993 : 31e
- 1994 : 20e, vainqueur de la 8e étape
- 1995 : 17e
- 1996 : 13e
- 1997 : abandon (14e étape)
- 1998 : 15e,  maillot jaune pendant un jour
- 1999 : abandon (15e étape)
- 2000 : 36e

#### Tour d'Italie
5 participations
- 1995 : 95e
- 1999 : 59e
- 2002 : 77e
- 2003 : 54e
- 2004 : 38e

#### Tour d'Espagne
3 participations
- 1992 : 49e
- 1996 : 44e
- 1997 : 33e

## Récompenses
- Cycliste danois de l'année en 1997 et 1998